# Bitka kod Leschava-Horishnya
Bitka kod Leščave-Horišnje naziv je za bitku koja se odvijala od 28. listopada 1944. godine kod sela Leščave-Horišnje (ukr.: Лещава-Горішня, poljski: Leszczawa-Górna). Borbe su se odvijale između bojne Ukrajinske ustaničke armije "Čornog lisa" (dio VO-4 Hoverla, skupine UPA-Zapad) i NKVD-a. U nekim izvori se kao nadnevak bitke navode i 22. i 24. listopada. Nakon ove bitke, jedinice UPA koje su sudjelovale reorganizirane su i povukle su se u Istočne Karpate.

## Tijek bitke
U 5:00 h, 28. listopada 1944. godine, 300 boljševika je napalo 500 ukrajinskih branitelja. Ubrzo je boljševicima stiglo pojačanje od 1100 vojnika i novim naoružanjem. Za vrijeme bitke poginulo je 17 vojnika UPA, osam ranjeno, a trojica su smrtno stradala od posljedica ranjavanja. Boljševički gubitci su bili znatno veći: uništeno im je oklopno vozilo, a od 207 ubijenih vojnika bio je jedan general i još nekoliko časnika. Izgubili su i dva oklopna vozila i 13 vojnih kamiona.